# Saint-Pierre-le-Vieux, Lozère
Saint-Pierre-le-Vieux är en kommun i departementet Lozère i regionen Occitanien i södra Frankrike. Kommunen ligger i kantonen Le Malzieu-Ville som tillhör arrondissementet Mende. År 2022 hade Saint-Pierre-le-Vieux 314 invånare.

## Befolkningsutveckling
Antalet invånare i kommunen Saint-Pierre-le-Vieux
| Referens: INSEE |